# La Grosse Ligne bleue
La Grosse Ligne bleue (France) ou Mise en portefeuille (Québec) (The Fat Blue Line) est un épisode de la série télévisée d'animation Les Simpson. Il s'agit du troisième épisode de la trente-et-unième saison et du 665e de la série.

## Synopsis
Lors du festival de San Castellaneta, une grande partie de la ville se rend compte que leurs portefeuilles ont été volés à la tire. En raison de son incompétence, le chef Wiggum est remplacé par une enquêtrice d'État qui met Gros Tony derrière les barreaux. Cependant, le chef Wiggum conscient de son innocence, va tout faire pour attraper le véritable criminel et ainsi prouver qu'il est toujours prêt à travailler pour la police...

## Réception
Lors de sa première diffusion, l'épisode a attiré 2,13 millions de téléspectateurs.